# Siphoninella
Siphoninella es un género de foraminífero bentónico de la subfamilia Siphonininae, de la familia Siphoninidae, de la superfamilia Siphoninacea, del suborden Rotaliina y del orden Rotaliida. Su especie tipo es Truncatulina soluta. Su rango cronoestratigráfico abarca desde el Luteciense (Eoceno medio) hasta la Actualidad.

## Clasificación
Siphoninella incluye a las siguientes especies:
- Siphoninella antiqua
- Siphoninella byramensis
- Siphoninella chambersi
- Siphoninella claibornensis
- Siphoninella parva
- Siphoninella simplex
- Siphoninella soluta
- Siphoninella stellata